# 紐育ウロチョロ族
『紐育ウロチョロ族』（にゅーよーくウロチョロぞく、原題：The Delicate Delinquent）は、1957年に公開されたアメリカ映画。
この映画は、ジェリー・ルイスが底抜けコンビ解消後に初めて主演を果たした映画作品である。

## あらすじ
愚連隊同士が睨み合っているところへ、アパートで働いているシドニーという男がドジを踏んで大きな音を立てた。
そこへ警察官が駆け付けたが、まだ殴り合いを始めていなかった愚連隊はすぐに帰された。一方シドニーは警官マイクの補導を受けた。不良の更生には愛情が一番と考えるマイクは、シドニーを夕食に誘ったりするが、自分の立場が低いことを自覚していたシドニーにはそれが理解できなかった。

## キャスト
| 役名               | 俳優                     | 日本語吹替                          |
| 役名               | 俳優                     | フジテレビ版                        |
| ------------------ | ------------------------ | ----------------------------------- |
| シドニー           | ジェリー・ルイス         | 近石真介                            |
| マイク・デイモン   | ダーレン・マクギャヴィン | 大塚周夫                            |
| マーサ・ヘンショウ | マーサ・ハイヤー         | 此島愛子                            |
| パトリシア         | メアリー・ウェブスター   | 小谷野美智子                        |
| モンク             | ロバート・アイヴァーズ   | 原田一夫                            |
| ライリー           | ホレイス・マクマホン     | 雨森雅司                            |
| アーティ           | リチャード・バカリアン   | 肝付兼太                            |
| ハリー             | ジョセフ・コーリー       | 城山知馨夫                          |
| 不明 その他        |                          | 今西正男 上田敏也 増岡弘 国坂伸     |
|                    |                          |                                     |
| 演出               | 演出                     | 滝山照生                            |
| 翻訳               | 翻訳                     | 広瀬順弘                            |
| 効果               |                          |                                     |
| 調整               |                          |                                     |
| 制作               | 制作                     | 東北新社                            |
| 解説               |                          |                                     |
| 初回放送           | 初回放送                 | 1971年12月12日 『サンデー洋画劇場』 |

※日本語吹替はDVD収録

## スタッフ
- 監督・脚本：ドン・マクガイア
- 製作：ジェリー・ルイス
- 撮影：ハスケル・B・ボッグス
- 音楽：バディ・ブレッグマン
- 編集：ハワード・A・スミス